# Aidil Zafuan
Mohamad Aidil Zafuan bin Abd. Radzak (sinh ngày 3 tháng 8 năm 1987 tại Seremban, Negeri Sembilan) là một cầu thủ bóng đá chuyên nghiệp người Malaysia, đóng vai trò là một hậu vệ cho câu lạc bộ Super League Malaysia Johor Darul Ta'zim và Malaysia quốc gia.
Anh là cựu thành viên của đội Malaysia U-23 và Malaysia U-20. Anh là người anh của hai anh em sinh đôi, Zaquan Adha, cũng là một cầu thủ bóng đá..

### Bàn thắng quốc tế
| #  | Ngày                | Địa điểm                                                  | Đối thủ           | Bàn thắng | Kết quả | Giải đấu                 |
| -- | ------------------- | --------------------------------------------------------- | ----------------- | --------- | ------- | ------------------------ |
| 1. | 18 tháng 7 năm 2007 | Shah Alam, Malaysia                                       | Campuchia         | 6–0       | Thắng   | Giao hữu                 |
| 2. | 29 tháng 6 năm 2011 | Sân vận động Quốc gia Bukit Jalil, Kuala Lumpur, Malaysia | Đài Bắc Trung Hoa | 2–1       | Thắng   | Vòng loại World Cup 2014 |
| 3. | 3 tháng 7 năm 2011  | Sân vận động Thành phố Đài Bắc, Đài Bắc, Đài Loan         | Đài Bắc Trung Hoa | 2–3       | Thua    | Vòng loại World Cup 2014 |